# Hooked
Hooked er en dansk eksperimentalfilm fra 1985, der er instrueret af Vibeke Vogel efter manuskript af hende selv, Lars Winding og Finn Nørgaard.

## Handling
Videoen er inspireret af striptease-showet og tematiserer forholdet mellem erotik og gentagelse. En god stripper formår at hensætte sit publikum.